# شهرستان واکر (آلاباما)
شهرستان واکر، آلاباما (به انگلیسی: Walker County, Alabama) یک سکونتگاه مسکونی در ایالات متحده آمریکا است که در آلاباما واقع شده‌است.

## خصوصیات
شهرستان واکر ۲٬۰۸۴٫۹۵ کیلومترمربع مساحت دارد.